# Malapterurus beninensis
Malapterurus beninensis — вид сомоподібних риб родини електричних сомів (Malapteruridae).

## Поширення
Вид поширений у Західній та Центральній Африці від Гани до Анголи, включаючи острів Біоко. Мешкає у різноманітних низовинних прісних водоймах.

## Опис
М'ясиста, міцна риба, завдовжки до 22 см. Має веретеноподібне тіло (звужене з обох кінців) з великою головою та товстим хвостовим стовбуром. Очі маленькі і подібні до щілин, а щелепи мають однакову довжину. Є три пари сенсорних вусів навколо рота. Спинного плавця немає, але є жировий плавець близько до хвоста. Грудні плавці мають сім-дев'ять м'яких променів, тазові плавці — шість м'яких променів, а анальний плавець — вісім-одинадцять м'яких променів. Колір досить мінливий, зверху темно-сірий, знизу блідо-сірий, рясно посипаний темними плямами на спині та боках. На хвостовому стовбурі є темнае сідло, а перед хвостовим плавником — темна смуга. Тазові плавці безбарвні, а грудні плавці та зовнішні краї анального та хвостового плавця темні. Луски немає, бічна лінія завершена, і плавальний міхур має дві камери.

## Спосіб життя
Переховується у норах вздовж берега. Там же відкладає ікру. Полює на дрібних риб. Використовує свій електричний орган як для оглушення здобичі, так і для відлякування хижаків.